# La misteriosa accademia per giovani geni. L'ultima prigione
La misteriosa accademia per giovani geni. L'ultima prigione è l'ultimo libro di una trilogia scritta da Trenton Lee Stewart.

## Trama
La Misteriosa Accademia non può dormire sonni tranquilli: il malvagio Mister Courtain vuole impossessarsi del Suggeritore, il micidiale apparecchio per cancellare i ricordi e manipolare la mente delle persone. Il suo obiettivo è semplice: dominare il mondo. Per motivi di sicurezza i giovani geni sono trattenuti da Mister Benedict, il vecchio benefattore affetto da narcolessia che ha reclutato i ragazzi nella sua organizzazione segreta. Ma troppa sicurezza può trasformarsi in un'oscura prigione, La Prigione della Terza Isola. Dove tutto può accadere: cattivi che ritrovano una speranza di affetto e figlie che incontrano finalmente un padre. Ma Courtain non lascia scampo, bisogna fuggire e in fretta. La genialità di Reynie, la memoria di Sticky, l'agilità di Kate e i poteri telepatici di Constance verranno messi duramente alla prova...